# Geronimo (film)
Geronimo (v anglickém originále Geronimo: An American Legend) je americký historický filmový western z roku 1993. V hlavních rolích Wes Studi, Jason Patric, Gene Hackman, Robert Duvall a Matt Damon. Film, který režíroval Walter Hill, vznikl podle scénáře Johna Miliuse. Jedná se o fiktivní příběh o apačských válkách a o tom, jak nadporučík Charles B. Gatewood v roce 1886 přesvědčil apačského vůdce Geronima, aby se vzdal. 

## Děj
Film volně sleduje události vedoucí k Geronimovu kapitulaci v roce 1886. Respektovaný léčitel Geronimo a jeho kmen Apačů se neochotně usazují v rezervaci podle zákona o přesídlení Indiánů. Kmen se snaží asimilovat, ale mnozí Apači mají problém opustit svůj tradiční způsob života, zatímco vláda neplní sliby o ochraně půdy před osadníky.
Geronimo se rozhodne pro ozbrojený odpor, když vojáci armády USA a indiánský bojovník Al Sieber povraždí bandu Apačů za to, že tajně praktikují svou víru. Geronimo vytvoří milici, která opakovaně unika armádě a provádí guerillové útoky. Děj se zaměřuje na poručíka Charlese B. Gatewooda, který má za úkol Geronima zajmout. Gatewood je rozpolcen mezi respektem k Geronimovi a svou povinností vůči zemi.
Po Geronimově kapitulaci a jeho útěku, kdy přesvědčí více než polovinu rezervace, nový velitel Nelson A. Miles přikáže potrestat přeživší Apače. Miles nabídne Gatewoodovi, aby využil svého vztahu s Geronimem a přiměl ho vzdát se. Gatewood a jeho tým najdou Geronimův tábor, kde Geronimo souhlasí s kapitulací, když se dozví, jaké důsledky by mělo pokračování boje. Geronimo se vzdá a je předán generálovi Milesovi, který posílá Gatewooda na méně významné místo.
Na závěr jsou Chato a další indiánští skauti odzbrojeni a uvězněni. Davis, zklamaný z pocitu zrady, se rozhodne rezignovat. Geronimo žije dalších dvacet dva let, nikdy se nevrátí domů, a je vystaven ponížení jako trofej amerického vítězství, zatímco Apači upadají do chudoby.